# San Antonio las Palmas
San Antonio las Palmas är en ort i Mexiko.   Den ligger i kommunen Santiago Jocotepec och delstaten Oaxaca, i den sydöstra delen av landet, 400 km sydost om huvudstaden Mexico City. San Antonio las Palmas ligger 119 meter över havet och antalet invånare är 1 632.
Terrängen runt San Antonio las Palmas är huvudsakligen kuperad, men den allra närmaste omgivningen är platt. San Antonio las Palmas ligger nere i en dal. Runt San Antonio las Palmas är det ganska glesbefolkat, med 27 invånare per kvadratkilometer. Närmaste större samhälle är Ayotzintepec, 4,0 km väster om San Antonio las Palmas. Omgivningarna runt San Antonio las Palmas är en mosaik av jordbruksmark och naturlig växtlighet.